# Marimbault
Marimbault är en kommun i departementet Gironde i regionen Nouvelle-Aquitaine i sydvästra Frankrike. Kommunen ligger i kantonen Bazas som tillhör arrondissementet Langon. År 2022 hade Marimbault 191 invånare.

## Befolkningsutveckling
Antalet invånare i kommunen Marimbault
Referens:INSEE